# El regne de les fades
El regne de les fades (títol original: Le Royaume des Fées) (1903) és una pel·lícula dirigida per George Méliès. La filmació és una precisa i preciosa faula que ens trasllada a un territori irreal i enlluernador habitat per cavallers, princeses, fades de conte i malèfiques bruixes que desitgen el mal als joves enamorats. En definitiva, una d'aquestes novel·les en què els bons són bons i els dolents són dolents. Un marc propici per explotar la ingenuïtat i la bondat.
És el terreny idoni per llançar proclames a favor de la dolçor i de la sensibilitat, però sense fondre cap tipus de sensibleria. Simplement, Méliès és deixa portar per una història tan senzilla com complexa, subjugant a l'espectador mitjançant aquestes aventures experimentades per intrèpids cavallers que no tenen por de la màgia negra ni dels seus pèrfids efectes quan és la vida de l'enamorada la que es troba en joc.
El metratge, d'una duració d'uns 16 minuts, pot ser considerada com una primera pel·lícula fantàstica que perfectament podria inspirar obres posteriors com El mag d'Oz (1939).

## Argument
La cinta arrenca descrivint una escena palatina on es representen noces entre una bella princesa i un atractiu infant. Però de cop i volta farà acte d'aparició una fosca bruixa que amb l'ajuda d'una quadrilla de diables que actuen sota les seves ordres segrestaran la dama amb l'ajuda d'un disfressat vehicle amb forma de llit mentre la princesa es trobava a les seves estances presta per iniciar seus somnis. Recolzant-se en la màgia negra el cotxe travessarà el cel de la nit per aterrar en un castell situat prop d'un tenebrós penya-segat que serveix de llar a la temible bruixa.
No obstant això la seva jove altesa encararà els perills de la missió de rescat amb l'ajuda inestimable d'una fada blanca i immaculada que conduirà els passos de l'esquadró de rescat a la recerca de l'alliberament de la bella sobirana. Travessant la ferotge mar a bord d'un vaixell el destacament serà pastura d'una terrible tempesta que farà naufragar la nau cap a les profunditats de l'oceà, un territori habitat per tota mena de monstres i bèsties abismals que seran sortejats de nou gràcies a l'assistència de la fada blanca i del Déu Neptú, els quals acudiran al salvament de l'equip enfonsat enviant uns crancs i una somrient balena com a mitjans de transport cap al castell on habita la bruixa.
Un cop arribats a la seva destinació el príncep se les haurà de veure amb els trucs i les males arts de la reina negra i els seus dimonis armats amb tridents que escupen foc. Però la força de l'amor ostenta més poder que cent mil emboscades i incendis.

## Aspectes tècnics
El regne de les fades és un prodigi de tècnica cinematogràfica, una gran mostra de la perícia de Méliès en estat de gràcia, qui incorporà superposicions per oferir profunditat, uns dibuixos i uns decorats molt avançats per l'època i un embolcall visual recarregat, magnètic i atrapant. Per oferir dinamisme, Méliès incorpora trucs de màgia que trenquin amb la rigidesa del pla, i amb una càmera molt embastada ajuda a transportar l'espectador a aquests universos paral·lels. El vestidor és anacrònic, quelcom contrastat amb l'enginy de recreació que el creador mostrà en escenes com la de la tempesta.
És considerada una pel·lícula atemporal per la imaginació que conté, i que perfectament podria influenciar moltes pel·lícules d'aquest estil estrenades en dècades següents, ja que encara ens trobem en els orígens del cinema i en el mode de representació primitiu, on els diferents gèneres comencen a prefigurar-se, quelcom subjectat en l'autarquia del pla o l'absència del fora de camp, per esmentar algunes característiques.